# لطيف فتياني
لطيف طه الفتياني ولد في 25 يناير 1983 في مدينة عمان، الأردن. رسام كاريكاتير ورسوم تعبيرية ناقدة وساخرة Satirical Art. كانت دراسته الابتدائية والإعدادية في مدارس وكالة الغوث «الأونروا» في مدينة عمان. درس التصميم الجرافيكي في جامعة فيلادلفيا ويعمل في المجال الإبداعي حتى اليوم مخرجا ومستشارا إبداعيا لعدد من المؤسسات والشركات. امتهن الرسم والكاريكاتير في 15 أغسطس 2014 حيث عمل مع قناة رؤيا الفضائية في برنامج «هذا الصباح» وبرنامج «كرفان» حيث يرسم الكاريكاتير مباشرة على الهواء ضمن فقرة تسلّط الضوء على قضايا وظواهر متنوعة ما بين المواضيع السياسية والاجتماعية والإنسانية.
شاركت أعماله في عدد من المعارض في كل من الأردن وفلسطين المحتلة. يكمل الآن دراسته في مجال صناعة الأفلام حيث يرى أن الأفلام فن قريب من الناس ممكن طرح القضايا من خلاله بإسهاب.